# Sahib-ul-Ma'ali
Sahib-ul-Ma'ali era il nome utilizzato per indicare la nobiltà durante l'ultima era monarchica dell'Egitto.

## Significato
Pur non essendovi un corrispondente italiano per la traduzione del termine, Sahib-ul-Ma'ali viene generalmente tradotto come "Sua Eccellenza", che tradotto letteralmente dall'arabo sarebbe "Sua Eccellenza il Subline Signore".

## Accesso alla nobiltà
I titolari del rango di Imtiaz, il terzo più importante della corte reale egiziana, avevano il trattamento di Sahib-ul-Ma'ali. Solo i detentori del Gran Cordone dell'Ordine di Muhammad Ali, i Ministri di Stato e otto personalità grandemente distintesi a favore dello stato potevano contare sull'assegnazione del titolo di Imtiaz. Gli Imtiaz godevano inoltre del titolo di Pascià, mentre le loro mogli e figlie avevano il titolo di Khanum, al contrario dei figli maschi che portavano il titolo di bey.